# Heliconius leucadia
Espèce
Heliconius leucadia est un insecte lépidoptère appartenant à la famille des Nymphalidae, à la sous-famille des Heliconiinae et au genre Heliconius.

## Taxinomie
Heliconius leucadia a été décrit par Henry Walter Bates en 1862.

### Sous-espèces
- Heliconius leucadia leucadia (Bates); présent au Brésil
- Heliconius leucadia andromeda Neukirchen, 1996; présent en Équateur.
- Heliconius leucadia birgitae Neukirchen, 1996; présent au Pérou.
- Heliconius leucadia pseudorhea Staudinger, 1896; présent au Brésil[1].

## Description
Heliconius leucadia est un grand papillon au corps fin et aux ailes antérieures allongées à bord interne concave qui présente une ressemblance (mimétisme Müllérien) avec Heliconius sara.
Le dessus est de couleur noire suffusé de bleu avec aux ailes antérieures deux courtes bandes blanc crème veinées de noir une proche de l'apex et une allant du bord costal à l'angle interne.
Le revers est marron avec les mêmes deux courtes bandes blanc crème aux ailes antérieures et des marques rouge proches dans l'aire basale.

## Biologie

### Plantes hôtes
Les plantes hôtes de sa chenille sont des Passifloraceae dont Passiflora auriculata.

## Écologie et distribution
Heliconius leucadia est présent en Équateur, au Brésil et au Pérou.

### Biotope
Heliconius leucadia réside dans la canopée de la forêt primaire.

## Protection
Pas de statut de protection particulier.